# Гладышев, Пётр Алексеевич
Пётр Алексеевич Гладышев (род. 3 февраля 1989) — российский самбист, бронзовый призёр чемпионатов России 2012, 2013 и 2018 годов. Выступал во второй полусредней весовой категории (до 74 кг). Тренировался под руководством Д. С. Жиляева и М. Ю. Коробейникова. Представляет спортивный клуб «Самбо-70». 29 марта 2018 года приказом министра спорта Российской Федерации Павла Колобкова Гладышеву было присвоено звание мастер спорта России международного класса.

## Спортивные результаты
- Чемпионат России по самбо 2012 года — ;
- Чемпионат России по самбо 2013 года — ;
- Чемпионат России по самбо 2018 года — ;